# میه هویلوند
میه هویلوند (دانمارکی: Mie Højlund؛ زادهٔ ۲۴ اکتبر ۱۹۹۷) بازیکن هندبال اهل دانمارک است.